# Liste der Kreisstraßen im Kreis Herzogtum Lauenburg
Die Liste der Kreisstraßen im Kreis Herzogtum Lauenburg ist eine Liste der Kreisstraßen im schleswig-holsteinischen Kreis Herzogtum Lauenburg.

## Abkürzungen
- K: Kreisstraße
- L: Landesstraße

## Liste
Straßen und Straßenabschnitte, die unabhängig vom Grund (Herabstufung zu einer Gemeindestraße oder Höherstufung) keine Kreisstraßen mehr sind, werden kursiv dargestellt. Der Straßenverlauf wird in der Regel von Nord nach Süd und von West nach Ost angegeben.
| Nr.  | Verlauf |
| ---- | --- |
| K 1  | L 202 in Schmilau – L 203 – Salem – K 48 – K 59 – Kittlitz – K 36 – Rosenhagen – K 66 – Landesgrenze – (Mecklenburg-Vorpommern)               |
| K 3  | – L 158 – in Schnakenbek |
| K 7  | L 208 in Rotenbek – Kuddewörde – L 159 in Hamfelde (Lauenburg)                                                                                |
| K 8  | L 220 in Mühlenrade – Groß Schretstaken – K 30 – in Talkau                                                                                    |
| K 10 | (K 31 im Kreis Stormarn) – Kreisgrenze – Linau – K 11 – K 45 – L 200                                                                          |
| K 11 | (K 36 im Kreis Stormarn) – Kreisgrenze – Franzdorf – K 46 – Schönberg – K 71 – L 92 – Flachsröte – K 10 in Linau                              |
| K 15 | in Talkau – Tramm – L 200 in Woltersdorf |
| K 17 | Schwarzenbek – Grabau – K 73 – Sahms – K 56 – Groß Pampau – Klein Pampau – K 62 – K 73 in Müssen                                              |
| K 18 | L 314 in Aumühle – Wohltorf – K 64 – L 222 in Wentorf bei Hamburg                                                                             |
| K 20 | L 208 in Rotenbek – Kasseburg – L 159 in Möhnsen                                                                                              |
| K 23 | L 331 – Landesgrenze – (NWM 5 im Landkreis Nordwestmecklenburg, Mecklenburg-Vorpommern)                                                       |
| K 26 | L 199 in Duvensee – Ritzerau – K 72 – L 220 in Nusse                                                                                          |
| K 27 | L 220 in Nusse – Poggensee – Bälau – K 76 – L 257 in Mölln                                                                                    |
| K 28 | L 205 in Büchen-Dorf – Bröthen – Fortkrug – K 79 – Langenlehsten – Besenthal – L 205                                                          |
| K 29 | – Louisenhof – Müssen – Schulendorf – K 61 – L 205 in Franzhagen                                                                              |
| K 31 | Rondeshagen – in Berkenthin |
| K 32 | Fitzen – L 205 in Büchen-Dorf |
| K 33 | L 92 – Lüchow |
| K 34 | in Klein Berkenthin – Hollenbek – Behlendorf – L 199                                                                                          |
| K 35 | L 257 in Nusse – Panten – K 51 – Neu Lankau – Lankau – L 199 – Albsfelde –                                                                    |
| K 36 | – Mustin – K 59 – Kittlitz – K 1 – Niendorf am Schaalsee – K 48 in Bresahn                                                                    |
| K 37 | K 81 in Klempau – Klempau Siedlung – Klein Sarau – L 331 in Groß Sarau                                                                        |
| K 39 | K 81 in Krummesse – Kreisgrenze – (K 11 in Lübeck) – Kreisgrenze – ohne Abzweig einer klassifizierten Straße – Kreisgrenze – (K 11 in Lübeck) |
| K 40 | L 199 in Duvensee – Bergrade – L 199 |
| K 41 | L 200 in Lauenburg/Elbe – Buchhorst – / in Lauenburg/Elbe                                                                                     |
| K 42 | K 47 in Groß Schenkenberg – Grinau – Siebenbäumen – L 87 in Steinhorst                                                                        |
| K 44 | L 204 in Hollenbek – Hakendorf – K 53 – Collinghof – K 78 in Marienstedt                                                                      |
| K 45 | L 92 in Sandesneben – Wentorf (Amt Sandesneben) – L 200 – Schüttenmoor – Kalkkuhle – K 10 in Linau                                            |
| K 46 | L 87 in Steinhorst – Schiphorst – K 11 in Franzdorf                                                                                           |
| K 47 | (K 71 im Kreis Stormarn) – Kreisgrenze – Groß Schenkenberg – K 42 – Rothenhausen – Kreisgrenze – (K 12 in Lübeck)                             |
| K 48 | K 1 in Salem – K 69 – Dargow – K 36 in Bresahn                                                                                                |
| K 49 | – Neu Gülzow – Gülzow – K 74 – L 158 |
| K 50 | L 204 in Hollenbek – K 78 in Seedorf |
| K 51 | L 199 – K 35 – L 257 in Hammer |
| K 52 | L 205 – L 200 in Witzeeze |
| K 53 | K 44 – Klein Zecher |
| K 56 | – K 17 in Sahms |
| K 58 | L 87 in Groß Boden – Schürensöhlen – Kreisgrenze – (K 90 im Kreis Stormarn)                                                                   |
| K 59 | K 36 in Mustin – Vogtstemmen – K 1 |
| K 60 | K 60 in Bäk – Mechow – Bäk – K 65 – K 60 – /L 203 in Ratzeburg                                                                                |
| K 61 | – Bartelsdorf – K 29 in Schulendorf |
| K 62 | K 17 in Klein Pampau – L 200 in Siebeneichen                                                                                                  |
| K 63 | (Hamburg) – Landesgrenze – – Geesthacht – Krümmel – Tesperhude – in Grünhof                                                                   |
| K 64 | (K 93 im Kreis Stormarn) – Kreisgrenze – Wohltorf – K 18                                                                                      |
| K 65 | Römnitz – K 60 in Bäk |
| K 66 | in Mustin – Goldensee – K 1 in Rosenhagen |
| K 67 | / in Brunstorf – Worth – L 205 in Geesthacht                                                                                                  |
| K 68 | L 287 in Mölln – Grambek |
| K 69 | K 48 – K 78 – L 204 in Sterley |
| K 70 | L 158 in Gülzow – Lütau – L 200 in Basedow |
| K 71 | (K 37 im Kreis Stormarn) – Kreisgrenze – K 11 in Schönberg                                                                                    |
| K 72 | in Sirksfelde – K 26 in Ritzerau |
| K 73 | K 17 – Müssen – K 17 – L 200 in Büchen |
| K 74 | L 219 in Wiershop – K 49 in Gülzow |
| K 76 | K 27 – in Breitenfelde |
| K 77 | in Siebenbäumen – Schäferkaten – L 92 – L 199 in Klinkrade                                                                                    |
| K 78 | L 203/L 204 – K 69 – Seedorf – K 50 – Zuckerhut – Marienstedt – K 48 – Landesgrenze – ( in Mecklenburg-Vorpommern)                            |
| K 79 | K 28 – Landesgrenze – (LUP 4 im Landkreis Ludwigslust-Parchim, Mecklenburg-Vorpommern)                                                        |
| K 81 | (K 33 in Lübeck) – Kreisgrenze – Krummesse – K 7 – K 39 – Klempau – K 37 – in Berkenthin                                                      |
| K ?  | (K 7 in Lübeck) – Kreisgrenze – K 81 in Krummesse                                                                                             |